# Areop-Enap
Areop-Enap (Nauruaans voor oude spin) is een spin die in de Nauruaanse mythologie een belangrijke rol speelt in de scheppingsmythe van de wereld.

## Schepping
In het begin waren er alleen de zee en Areop-Enap. Areop-Enap was op zoek naar voedsel in de duisternis en toen zag hij een enorme mossel. Areop-Enap probeerde de mossel te verdoven zodat hij de mossel op kon eten, maar dit lukte niet. De mossel slikte Areop-Enap in. De spin overleefde dat, ging op onderzoek uit in de mossel en vond een kleine slak.
Areop-Enap plaatste de slak onder zijn poot. Samen sliepen ze voor drie dagen. In die dagen gaf Areop-Enap krachten aan de slak. Vervolgens vond de spin een tweede slak die groter was. Deze grotere slak onderging precies hetzelfde als de eerste slak. Areop-Enap werd wakker en hij vroeg de kleinere slak om de mossel, waar ze allen in zaten, te openen. De slak bewoog naar de achterkant van de mond van de mossel. Hij liet een lichtgevend spoor achter terwijl hij dit deed. Areop-Enap zag toen een witte worm, genaamd Rigi. Areop-Enap negeerde de slak en hij beval Rigi om de mossel te openen.
Met de hulp van de slakken probeerde Rigi de mossel te openen. Rigi begon erg te zweten. Het zweet maakte in de mossel eerst een plas water, dit werd later een meer en ten slotte een zee. De zoutheid van het water doodde de mossel en zo kwamen Areop-Enap, de slakken en Rigi uit de mossel. Areop-Enap maakte de onderste helft van de schelp tot de Aarde. De bovenste schelp maakte hij tot de lucht. De kleinere slak maakte hij tot de Maan en de grotere slak werd de Zon. Het vlees van de grote mossel maakte hij tot land op de Aarde. Toen Areop-Enap naar Rigi wilde, zag hij dat de worm dood was. Rigi was verdronken in zijn eigen zweet. Areop-Enap maakte van Rigi een cocon en vervolgens maakte hij Rigi tot de Melkweg.
Areop-Enap maakte mensen van stenen. De spin ontdekte dat er nieuwe wezens waren in zijn schepping. Hij maakt daarom gevleugelde wezens van het vuil onder zijn nagels om de andere wezens te irriteren. Hij hoopte dat dit ervoor zou zorgen dat de andere wezens zichzelf zouden doden. Areop-Enap leerde de namen van de bewoners van zijn wereld.